# Stavsolus
Stavsolus is een geslacht van steenvliegen uit de familie Perlodidae. De wetenschappelijke naam van het geslacht is voor het eerst geldig gepubliceerd in 1952 door Ricker.

## Soorten
Stavsolus omvat de volgende soorten:
- Stavsolus ainu Teslenko, 1999
- Stavsolus japonicus (Okamoto, 1912)
- Stavsolus manchuricus Teslenko, 1999
- Stavsolus tenninus (Needham, 1905)